# Stella David

Stella David, Porträtfoto 1913

Stella Maria David (* 2. Januar 1883 in Leitmeritz, Österreich-Ungarn; † 29. Januar 1950 in Bottmingen, Schweiz) war eine österreichisch-schweizerische Schauspielerin.

## Leben
Die Tochter des Musikdirektors Anton David und dessen Gattin Sophie, geborene Stark, erhielt ihre Ausbildung im Kölner Konservatorium. 1901 debütierte sie am Stadttheater Köln, gelangte über die Stadttheater Bonn und Mainz 1910 an das Moderne Theater Berlin.
In der Spielzeit 1911/1912 gehörte sie erstmals dem Ensemble des Leipziger Schauspielhauses an. Hier lernte sie den Schweizer Schauspieler und promovierten Philologen Otto Gross kennen, den sie am 29. August 1912 in Berlin-Lankwitz heiratete und dadurch die Schweizer Staatsbürgerschaft erhielt.
1913 wurde sie für das Albert-Theater in Dresden engagiert und wechselte von 1916 bis 1923 wiederum an das Leipziger Schauspielhaus. Auf der Bühne dieses Privattheaters trat sie in modernen Dramen wie Richard Dehmels Die Menschenfreunde, Nansens Kameraden, Hauptmanns Einsame Menschen, Schluck und Jau, Die Ratten, Das Friedensfest oder Die Tochter der Kathedrale, aber auch in Nestroy Stücken wie Der böse Geist Lumpacivagabundus, Einen Jux will er sich machen, in Heinrich Lautensacks Die Pfarrhauskomödie oder in Märchen wie Der kleine Muck und Das tapfere Schneiderlein auf.
Ab 1923 gehörte Stella David über 20 Jahre dem Ensemble des Staatstheaters Dresden an, wo sie als Marthe Schwertlein in Goethes Faust, als Mutter Aase in Ibsens Peer Gynt, als Sidonie Knobbe in Hauptmanns Die Ratten, als Henriette Flamm in Rose Bernd, als Frau Vogel in Bruno Franks Sturm im Wasserglas, als Lady Undershaft in Shaws Major Barbara und als Johanne in Georg Kaisers Der mutige Seefahrer glänzte. Die gefeierte Tragödin wurde 1938 zur Staatsschauspielerin ernannt.
Nach der Bombardierung Dresdens übersiedelte Stella David zu ihrem Sohn Franz Gross in die Schweiz und trat dort mit dem Kollektiv der Auslandsschweizer Bühnenkünstler am Stadttheater Bern auf, wo sie 1945 unter der Regie von Max Terpis die Rolle der Frau Bernet in Weltis Aberglauben, 1946 unter Paul Kalbeck die Frau Higgins in Shaws Pygmalion und die Madame Cathérine in Strindbergs Rausch unter Hans Lietzau gab.
Am Stadttheater St. Gallen sah man sie unter anderem 1946 als Frau Pachin in Werner Johannes Guggenheims Die Frau mit der Maske, 1947 als Anna Andrejewna in Gogols Der Revisor, 1948 als Bobbi in Carl Zuckmayers Katharina Knie unter der Regie von Johannes Steiner  und als Madame Desmermotes in Anouilhs Einladung ins Schloss.

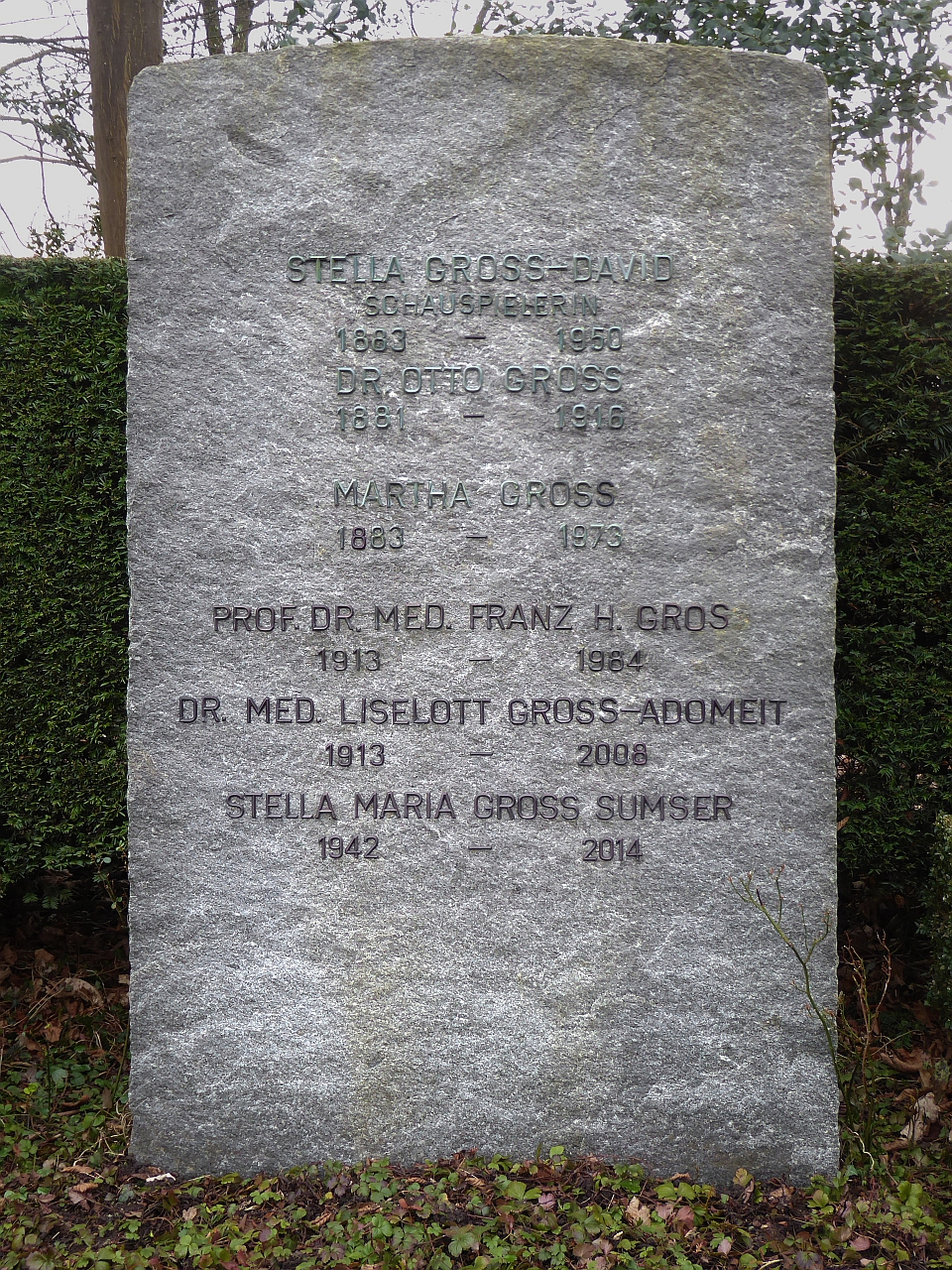
Familiengrab auf dem Friedhof am Hörnli, Riehen, Basel-Stadt

Bereits 1947 spielte sie unter Johannes von Spallart die Frau Wolff in Hauptmanns Der Biberpelz am Städtebundtheater Biel-Solothurn und die Madame Arcati in Cowards Fröhliche Geister am Stadttheater Luzern unter Egon Waldmann.
Am Schauspielhaus Zürich gab Stella David 1948 das Fräulein Tesman in Ibsens Hedda Gabler unter der Regie von Berthold Viertel.
Als Filmschauspielerin sah man sie 1921 in der Rolle der alten Gabler in Curt Seiberts Lolotte und 1938 als Wirtschafterin Frieda Mann in Der seidene Faden von Robert A. Stemmle.
Stella David, deren Schwester die Sopranistin Sophie David-Bischoff und deren Schwager der Bassbariton Johannes Bischoff waren, starb 1950 in Bottmingen und wurde im Familiengrab auf dem Friedhof am Hörnli beerdigt.